# Jingbo
Jingbo (kinesiska: 镜泊, 镜泊乡) är en socken i Kina. Den ligger i provinsen Heilongjiang, i den nordöstra delen av landet, omkring 280 kilometer sydost om provinshuvudstaden Harbin. Antalet invånare är 16 630. Befolkningen består av 7 995 kvinnor och 8 635 män. Barn under 15 år utgör 13,0 %, vuxna 15-64 år 78 %, och äldre över 65 år 7,0 %. Jingbo ligger vid sjön Jingpo Hu.
Genomsnittlig årsnederbörd är 945 millimeter. Den regnigaste månaden är juli, med i genomsnitt 194 mm nederbörd, och den torraste är januari, med 6 mm nederbörd.